# Nakamura Yuichi (diễn viên lồng tiếng)
Nakamura Yuichi (中村 悠一 Trung Thôn Du Nhất, Nakamura Yūichi) sinh ngày 20 tháng 2 năm 1980 tại tỉnh Kagawa, là một diễn viên lồng tiếng Nhật Bản và thuộc Intention.

## AnimevàTokusatsu
ANIME
| Năm  | Phim                                                     | Vai diễn                                                                                                 | Ghi chú khác                 |
| ---- | -------------------------------------------------------- | --- | ---------------------------- |
| 2001 | Dennou Boukenki Webdiver                                 | Griffion, Ligaon, Radao                                                                                  |                              |
| 2001 | The Prince Of Tennis                                     | Ginka Center Member 1                                                                                    |                              |
| 2002 | Princess Tutu                                            | Male |                              |
| 2003 | Crush Gear Nitro                                         | Hugo |                              |
| 2003 | E's Otherwise                                            | Guerrilla, Man, Teoerrorno                                                                               |                              |
| 2003 | Zatch Bell                                               | Tsaoron                                                                                                  |                              |
| 2003 | Hoop Days                                                | Satoru Nagase                                                                                            |                              |
| 2004 | Shura no Toki                                            | Okita Sōji (Third Division)                                                                              |                              |
| 2004 | Bleach                                                   | Tesra Lindocruz                                                                                          |                              |
| 2006 | Gakuen Heaven                                            | Ishizuka                                                                                                 |                              |
| 2006 | Kiba                                                     | Police B                                                                                                 |                              |
| 2006 | Aria the Natural                                         | Postal Worker                                                                                            |                              |
| 2006 | Glass Fleet                                              | Laquld                                                                                                   |                              |
| 2006 | Black Lagoon                                             | Agent Sugar, Meier                                                                                       |                              |
| 2006 | Honey and Clover II                                      | Male student B (ep 4), Student                                                                           |                              |
| 2006 | Ramen Fighter Miki                                       | Akihiko Ōta                                                                                              |                              |
| 2006 | Black Lagoon: The Second Barrage                         | Botrovski, Hanada (eps 21-22), Moretti, Vasilinov (ep 24)                                                |                              |
| 2006 | Jigoku Shoujo Futakomori                                 | Criminal                                                                                                 | Episode 2                    |
| 2007 | Nodame Cantabile                                         | Friend A (ep 2), Kazushi Iwai, Male Student (ep 1)                                                       |                              |
| 2007 | Magical Girl Lyrical Nanoha Strikers                     | Vice Grancesnic                                                                                          |                              |
| 2007 | Kono Aozora ni Yakusoku wo: Youkoso Tsugumi Ryou e       | Wataru Hoshino                                                                                           |                              |
| 2007 | Engage Planet Kiss Dum                                   | Syuu Nanao                                                                                               |                              |
| 2007 | Sola                                                     | Clerk A (ep 14), Teacher (eps 2, 10)                                                                     |                              |
| 2007 | Sky Girls                                                | Homare Moriyama                                                                                          |                              |
| 2007 | Sayonara Zetsubou Sensei                                 | Abiru's Father (ep 4), Director B (ep 11), Employee (ep 6), Policeman (ep 8), White haired person (ep 9) |                              |
| 2007 | Ayakashi Ayashi: Ayashi Divine Comedy                    | Misawa Teizan                                                                                            |                              |
| 2007 | Majin Tantei Nogami Neuro                                | Tetsuyuki Homura                                                                                         | Episode 16                   |
| 2007 | Mokke                                                    | Takanashi                                                                                                | Episode 5                    |
| 2007 | Clannad                                                  | Tomoya Okazaki                                                                                           |                              |
| 2007 | Shugo Chara!                                             | Ikuto Tsukiyomi                                                                                          |                              |
| 2007 | Mobile Suit Gundam 00                                    | Graham Aker                                                                                              |                              |
| 2007 | Prism Ark                                                | Judas |                              |
| 2007 | Tokyo Marble Chocolate                                   | Yamada                                                                                                   |                              |
| 2008 | Macross Frontier                                         | Alto Saotome                                                                                             |                              |
| 2008 | Zoku Sayonara Zetsubou Sensei                            | Abiru's father                                                                                           | Episode 3                    |
| 2008 | Blassreiter                                              | Bradley Guildford                                                                                        |                              |
| 2008 | Neo Angelique Abyss                                      | Jet |                              |
| 2008 | Net Ghost PiPoPa                                         | Divine Forest                                                                                            |                              |
| 2008 | Wagaya no Oinari-sama                                    | Kuugen Tenko (male)                                                                                      |                              |
| 2008 | Zettai Karen Children                                    | Koichi Minamoto                                                                                          | Theme song performance (ED3) |
| 2008 | Neo Angelique Abyss: Second Age                          | Jet |                              |
| 2008 | Clannad After Story                                      | Tomoya Okazaki                                                                                           |                              |
| 2008 | Linebarrels of Iron                                      | Reiji Moritsugu                                                                                          |                              |
| 2008 | Shugo Chara! Doki                                        | Ikuto Tsukiyomi                                                                                          |                              |
| 2008 | Inazuma Eleven                                           | Koujirou Genda, Jin Kageno, Mark Kruger                                                                  |                              |
| 2008 | Mobile Suit Gundam 00 Second Question                    | Mister Bushido                                                                                           |                              |
| 2009 | Fullmental Alchemist: Brotherhood                        | Greed |                              |
| 2009 | Shangri-La                                               | Leon Imaki                                                                                               |                              |
| 2009 | Zan Sayonara Zetsubou Sensei                             | Abiru's father                                                                                           | Episode 3                    |
| 2009 | Fairy Tail                                               | Gray Fullbuster                                                                                          |                              |
| 2009 | Kimi ni Todoke                                           | Ryu Sanada                                                                                               |                              |
| 2009 | Tatakau Shisho - The Book of Bantorra                    | Volken                                                                                                   |                              |
| 2010 | Arakawa Under the Bridge                                 | Last Samurai                                                                                             |                              |
| 2010 | Dance in the Vampire Bund                                | Akira Kaburagi                                                                                           |                              |
| 2010 | Durarara!!                                               | Kyouhei Kadota                                                                                           |                              |
| 2010 | Ōkiku Furikabutte¬ Natsu no Taikai Hen                   | Takaya Abe                                                                                               |                              |
| 2010 | Oreimo                                                   | Kyousuke Kousaka                                                                                         |                              |
| 2010 | Princess Resurrection OVA                                | Kizaia                                                                                                   |                              |
| 2010 | Shinrakyu! Ika Musume                                    | Gorou Arashiyama                                                                                         |                              |
| 2010 | Shugo Chara Party!                                       | Ikuto Tsukiyomi                                                                                          |                              |
| 2010 | Starry☆Sky                                               | Kazuki Shiranui                                                                                          |                              |
| 2010 | Togainu no Chi                                           | Tomoyuki                                                                                                 |                              |
| 2010 | Zettai Karen Children OVA                                | Koichi Minamoto                                                                                          | Theme song performance (ED)  |
| 2011 | Bakugan: Gundalian Invaders                              | Captain Elright                                                                                          |                              |
| 2011 | Fairy Tail                                               | Gray Fullbuster, Gray Surge                                                                              |                              |
| 2011 | Fairy Tail OVA                                           | Gray Fullbuster                                                                                          |                              |
| 2011 | Fate/Prototype                                           | Archer/Gilgamesh                                                                                         | OVA                          |
| 2011 | Guilty Crown                                             | Gai Tsutsugami                                                                                           |                              |
| 2011 | Itsuka Tenma no Kuro Usagi                               | Gekkou Kurenai                                                                                           |                              |
| 2011 | Kimi ni Todoke 2nd season                                | Ryu Sanada                                                                                               |                              |
| 2011 | Last Exile: Fam, the Silver Wing                         | Soruush                                                                                                  |                              |
| 2011 | Sekaiichi Hatsukoi                                       | Yoshiyuki Hatori                                                                                         |                              |
| 2011 | Shinryaku!? Ika Musume                                   | Goro Arashiyama                                                                                          |                              |
| 2011 | Starry Sky                                               | Shiranui Kazuki                                                                                          |                              |
| 2011 | Senjou no Valkyria 3: Tagatame no Juusou                 | Kurt Irving                                                                                              |                              |
| 2011 | Uta no Prince-sama: Maji Love 1000%                      | Tsukumiya Ringo                                                                                          |                              |
| 2011 | Working!!                                                | Mashiba Yohei                                                                                            |                              |
| 2012 | Aquarion Evol                                            | Towano Mykage                                                                                            |                              |
| 2012 | Btooom!                                                  | Nobutaka Oda                                                                                             |                              |
| 2012 | Gintama                                                  | Sakata Kintoki                                                                                           |                              |
| 2012 | Hyouka                                                   | Oreki Hotaro                                                                                             |                              |
| 2012 | Initial D Fifth Stage                                    | Rin Hojo                                                                                                 |                              |
| 2012 | Inu x Boku SS                                            | Soshi Miketsukami                                                                                        |                              |
| 2012 | K                                                        | Rikio Kamamoto                                                                                           |                              |
| 2012 | La storia della Arcana Famiglia                          | Luca |                              |
| 2012 | Lagrange: The Flower of Rin-ne                           | Villagulio                                                                                               |                              |
| 2012 | Love, Elections & Chocolate                              | Yuuki Ojima                                                                                              |                              |
| 2012 | Magi: The Labyrinth of Magic                             | Koen Ren                                                                                                 |                              |
| 2012 | Natsuyuki Rendezvous                                     | Ryousuke Hazuki                                                                                          |                              |
| 2012 | Shirokuma Cafe                                           | Grizzly                                                                                                  |                              |
| 2012 | Tonari no Kaibutsu-kun                                   | Yuzan Yoshida                                                                                            |                              |
| 2013 | Zettai Karen Children: The Unilimited                    | Koichi Minamoto                                                                                          |                              |
| 2013 | Pocket Monsters Best Wishes: Season 2 - Episode N        | N |                              |
| 2013 | Ore no Imoto ga Konna ni Kawaii Wake ga Nai.             | Kyousuke Kousaka                                                                                         |                              |
| 2013 | Senyuu                                                   | Ros |                              |
| 2013 | Valvare the Liberator                                    | Raizo Yamada                                                                                             |                              |
| 2013 | Karneval                                                 | Jiki |                              |
| 2013 | WataMote                                                 | Tomoki Kuroki                                                                                            |                              |
| 2013 | Uta no Prince-sama: Maji Love 2000%                      | Tsukimiya Ringo                                                                                          |                              |
| 2013 | Ketsuekigata-kun!                                        | Type B-kun                                                                                               |                              |
| 2013 | BlazBlue: Alter Memory                                   | Yuki Terumi/ Hazama                                                                                      |                              |
| 2013 | Battle Spirits Saikyou Ginga Ultimate Zero               | Rei |                              |
| 2013 | Log Horizon                                              | William Massachusetts                                                                                    |                              |
| 2013 | Gundam Build Fighters                                    | Ricardo Fellini                                                                                          |                              |
| 2013 | Corpse Party: Tortured Souls                             | Yoshiki Kishinuma                                                                                        |                              |
| 2014 | Gekkan Shoujo Nozaki-kun                                 | Umetarou Nozaki                                                                                          |                              |
| 2014 | Haikyuu!!                                                | Tetsurou Kuroo                                                                                           |                              |
| 2014 | Hamatora                                                 | Ratio |                              |
| 2014 | Fairy Tail                                               | Gray Fullbuster                                                                                          |                              |
| 2014 | Invaders of the Rokujouma!?                              | Koutarou Satomi                                                                                          |                              |
| 2014 | Kenzen Robo Daimidaler                                   | Henry |                              |
| 2014 | Nobunaga Concerto                                        | Kinoshita Tokichiro                                                                                      |                              |
| 2014 | Nobunaga The Fool                                        | Gaíu Julius Caesar                                                                                       |                              |
| 2014 | The Irregular at Magic High School                       | Tatsuya Shiba                                                                                            |                              |
| 2014 | Tokyo Ghoul                                              | Reniji Yomo                                                                                              |                              |
| 2014 | World Trigger                                            | Yuichi Jin                                                                                               |                              |
| 2014 | Z/X Ignition                                             | Mikado Kurosaki                                                                                          |                              |
| 2014 | Donten ni Warau                                          | Tenka Kumo                                                                                               |                              |
| 2015 | Fafner in the Azure: -EXODUS-                            | Dustin Morgan                                                                                            |                              |
| 2015 | Tokyo Ghoul √A                                           | Renji Yomo                                                                                               |                              |
| 2015 | The Testament of Sister New Evil                         | Basara Toujou                                                                                            |                              |
| 2015 | Q Transformer: Return of the Mystery of Convoy           | Sideswipe, Sunstreaker                                                                                   |                              |
| 2015 | Ketsuekigata-kun! 2                                      | Type B-kun                                                                                               |                              |
| 2015 | World Break: Aria of Curse for a Holy Swordman           | Jin Ishurugi                                                                                             |                              |
| 2015 | Durarara!!x2 Shou                                        | Kyouhei Kadota                                                                                           |                              |
| 2015 | Uta no Prince-sama: Maji LOVE Revolutions                | Tsukimiya Ringo                                                                                          |                              |
| 2015 | Seraph of the End                                        | Guren Ichinose                                                                                           |                              |
| 2015 | Battle in Nagoya                                         | Guren Ichinose                                                                                           |                              |
| 2015 | High School DxD BorN                                     | Saiaorg Bael                                                                                             |                              |
| 2015 | Shokugeki no Soma                                        | Kojirou Shinomiya                                                                                        |                              |
| 2015 | K: Return of Kings                                       | Rikio Kamamoto                                                                                           |                              |
| 2015 | Ushio and Tora                                           | Kenichi Kamamto                                                                                          |                              |
| 2015 | One-Punch Man                                            | Mumen Rider                                                                                              |                              |
| 2015 | Mr. Osomatsu                                             | Karamatsu Matsuno                                                                                        |                              |
| 2015 | Ketsuekigata-kun! 3                                      | Type B-kun                                                                                               |                              |
| 2015 | Durarara!!x2 Ten                                         | Kyouhei kadota, Voice of Ikebukuro                                                                       |                              |
| 2015 | Haikyuu!!                                                | Kuroo Tetsuro                                                                                            |                              |
| 2016 | Mr. Osomatsu                                             | Karamatsu Matsuno, Karako (eps 13, 15), Sutematsu (ep 13)                                                |                              |
| 2016 | Durarara!!x2 Ketsu                                       | Kyouhei Kadota                                                                                           |                              |
| 2016 | Dimension W                                              | Loser |                              |
| 2016 | Divine Gate                                              | Arthur                                                                                                   |                              |
| 2016 | Drifters                                                 | Shimazu Toyohisa                                                                                         |                              |
| 2016 | Please Tell Me! Galko-chan                               | Abesen                                                                                                   |                              |
| 2016 | Ketsuekigata-kun! 4                                      | Type B-kun                                                                                               |                              |
| 2016 | Re:Zero - Starting Life in Another World                 | Reinhard van Astrea                                                                                      |                              |
| 2016 | Sweetness and Lightning                                  | Kouhei Inuzuka                                                                                           |                              |
| 2016 | 91 Days                                                  | Ronaldo                                                                                                  |                              |
| 2016 | Berserk                                                  | Silat |                              |
| 2016 | Sousei no Onmyouji                                       | Kankurou Mitosaka                                                                                        |                              |
| 2016 | Kiss Him, Not Me                                         | Kazuma Mutsumi                                                                                           |                              |
| 2016 | WWW.Working!!                                            | Daisuke Higashida                                                                                        |                              |
| 2016 | Poco's Udon World                                        | Souta Tawara                                                                                             |                              |
| 2016 | Uta no Prince-sama: Maji LOVE Legend Star                | Tsukimiya Ringo                                                                                          |                              |
| 2016 | Maho Girls PreCure!                                      | Kushi |                              |
| 2016 | Mobile Suit Gundam Unicorn RE:0096                       | Nigel Garrett                                                                                            |                              |
| 2016 | March Comes in like a Lion                               | Takeshi Tsuji                                                                                            |                              |
| 2016 | Days                                                     | Takumi Hoshina                                                                                           |                              |
| 2016 | Sound! Euphonium 2                                       | Masahiro Hashimoto                                                                                       |                              |
| 2016 | Loststorage incited WIXOSS                               | Kou Satomi                                                                                               |                              |
| 2017 | Miss Kobayashi's Dragon Maid                             | Makoto Takiya                                                                                            |                              |
| 2017 | Atom: The Beginning                                      | Umatarou Tenma                                                                                           |                              |
| 2017 | Yowamushi Pedal: Next Generation                         | Kimitaka Koga                                                                                            |                              |
| 2017 | Fuuka                                                    | Niko |                              |
| 2017 | Digimon Uuniverse: Appli Monsters                        | Charismon                                                                                                |                              |
| 2017 | Dive!!                                                   | Shibuki Okitsu                                                                                           |                              |
| 2017 | Inazuma Eleven: Balance of Ares                          | Zhao Jinyun                                                                                              |                              |
| 2017 | The Eccentric Family                                     | Kureichiro Ebisugawa                                                                                     |                              |
| 2017 | Eromanga Sensei                                          | Kotetsu Izumi                                                                                            |                              |
| 2017 | Mr. Osomatsu 2                                           | Karamatsu Matsuno                                                                                        | và năm 2018                  |
| 2017 | Elegant Yokai Apartment Life                             | Mizuki Hase                                                                                              |                              |
| 2018 | Record of Grancrest War                                  | Irvin |                              |
| 2018 | Ms. Koizumi Loves Ramen Noodles                          | Shuu Oosawa                                                                                              |                              |
| 2018 | Fairy Tail                                               | Gray Fullbuster                                                                                          |                              |
| 2018 | Yowamushi Pedal: Glory Line                              | Kimitaka Koga                                                                                            |                              |
| 2018 | Hakata Tonkotsu Ramens                                   | Shunsuke Saruwatari                                                                                      |                              |
| 2018 | Hakyu Hoshin Engi                                        | Yozen |                              |
| 2018 | Gintama: Shirogane no Tamashii-hen                       | Sakata Kintoki                                                                                           |                              |
| 2018 | Killing Bites                                            | Taiga Nakanishi                                                                                          |                              |
| 2018 | The Testament of Sister New Dveil Departures             | Basara Toujou                                                                                            |                              |
| 2018 | Pop Team Epic                                            | Popuko                                                                                                   | Ep 5                         |
| 2018 | Last Hope                                                | Sieg |                              |
| 2018 | Tokyo Ghoul:re                                           | Renji Yomo                                                                                               |                              |
| 2018 | The Legend of the Galactic Heroes: Die Neue These Kaikou | Oskar von Reuenthal                                                                                      |                              |
| 2018 | Golden Kamuy                                             | Toshizou Hijikata (Young)                                                                                |                              |
| 2018 | Tada Never Falls In Love                                 | Mitsuyoshi Tada                                                                                          |                              |
| 2018 | Rokuhoudou Yotsuiro Biyori                               | Tokitaka                                                                                                 |                              |
| 2018 | High School DxD Hero                                     | Sairaorg Bael                                                                                            |                              |
| 2018 | Forest of Piano                                          | Pan Wei                                                                                                  | và năm 2019                  |
| 2018 | Cells at Work!                                           | Memory Cell                                                                                              |                              |
| 2018 | High Score Girl                                          | Numata                                                                                                   |                              |
| 2018 | Bakumatsu                                                | Takasugi Shinsaku                                                                                        |                              |
| 2018 | Jojo's Bizarre Adventure: Golden Wind                    | Bucciarati Bruno                                                                                         |                              |
| 2018 | Goblin Slayer                                            | Dwarf Shaman                                                                                             |                              |
| 2018 | Jujutsu Kaisen                                           | Gojou Satoru                                                                                             | Animated Manga Preview       |
| 2018 | Million Arthur                                           | Ruro Arthur                                                                                              | và năm 2019                  |
| 2019 | Fruits Basket                                            | Shigure Sohma                                                                                            |                              |
| 2019 | Afterloss                                                | Akira |                              |
| 2019 | One-Punch Man 2                                          | Mumen Rider                                                                                              |                              |
| 2019 | To the Abandoned Sacred Beasts                           | Cain Madhouse                                                                                            |                              |
| 2019 | Dr.Stone                                                 | Tsukasa Shishio                                                                                          |                              |
| 2019 | How Heavy are the Dumbbells You Lift?                    | Jason Sgatham                                                                                            |                              |
| 2019 | Case File nº221: Kabukicho                               | John H. Watson                                                                                           |                              |
| 2019 | True Cooking Master Boy                                  | Xie Lu                                                                                                   |                              |
| 2019 | Psycho-Pass 3                                            | Kei Mikhail Ignatov                                                                                      |                              |
| 2019 | Babylon                                                  | Zen Seizaki                                                                                              |                              |
| 2019 | Bakumatsu Crisis                                         | Shinsaku Takasugi                                                                                        |                              |
| 2019 | Pocket Monsters                                          | Dr. Sakuragi (Professor Cerise)                                                                          | 2019 series                  |
| 2020 | My Hero Academia                                         | Hawks |                              |
| 2020 | Fruits Basket 2nd Season                                 | Shigure Sohma                                                                                            |                              |
| 2020 | Warlords of Sigrdrifa                                    | Ronge |                              |
| 2020 | The Irregular at Magic High School: Visitor Arc          | Tatsuya Shiba                                                                                            |                              |
| 2020 | Jujutsu Kaisen                                           | Gojou Satoru                                                                                             |                              |
| 2020 | Mr. Osomatsu 3                                           | Karamatsu Matsuno                                                                                        |                              |
| 2020 | Talentless Nana                                          | Kyouya Onodera                                                                                           |                              |
| 2020 | Boruto: Naruto Next Generation                           | Koji Kashin                                                                                              |                              |
| 2021 | World Trigger 2nd Season                                 | Yuichi Jin                                                                                               |                              |
| 2021 | True Cooking Master Boy 2                                | Xie Lu                                                                                                   |                              |
| 2021 | Log Horizon: Destruction of The Round Table              | William Massachusetts                                                                                    |                              |
| 2021 | Uramichi Oniisan                                         | Mitsuo Kumagai                                                                                           |                              |
| 2023 | Niehime to Kemono no Ou                                  | Fenrir                                                                                                   |                              |

THEATER ANIMATION
| Năm  | Phim                                                                       | Vai diễn            | Ghi chú khác |
| ---- | -------------------------------------------------------------------------- | ------------------- | ------------ |
| 2007 | The Garden of Sinners: Overlooking View                                    | Kouhei              | Part 3       |
| 2009 | Macross Frontier¬Itsuwari no Utahime¬                                      | Alto Saotome        |              |
| 2010 | Break Blade                                                                | Hord                |              |
| 2010 | Mobile Suit Gundam 00 the Movie: A Wakening of the Traiblazer              | Graham Aker         |              |
| 2011 | Macross Frontier¬Sayonara no Tsubasa¬                                      | Alto Saotome        |              |
| 2011 | Naruto Shippuden: Blood Prison                                             | Muku                |              |
| 2012 | Fairy Tail the Movie: The Phoenix Priestess                                | Gray Fullbuster     |              |
| 2013 | Death Billiards                                                            | Man                 |              |
| 2014 | New Initial D the Movie: Legend 1 Awakening                                | Keisuke Takahashi   |              |
| 2014 | Tiger & Bunny: The Rising                                                  | Ryan Goldsmith      |              |
| 2014 | K: Missing Kings                                                           | Rikio Kamamoto      |              |
| 2014 | Sekai-ichi Hatsukoi: Yokozawa Takafumi no Baai                             | Yoshiyuki Hatori    |              |
| 2016 | Kingslaive: Final Fantasy XV                                               | Ravus Nox Fleuret   |              |
| 2016 | Mobile Suit Gundam Thunderbolt: Decmber Sky                                | Io Fleming          |              |
| 2017 | Genocidal Organ                                                            | Clavis Sheper       |              |
| 2017 | The Irregular at Magic High School The Movie: The Girl Who Calls The Stars | Tatsuya Shiba       |              |
| 2017 | Fairy Tail the Movie: Dragon Cry                                           | Gray Fullbuster     |              |
| 2017 | Mobile Suit Gundam Thunder Bolt: Bandit Flower                             | Io Fleming          |              |
| 2019 | My Hero Academia: Heroes Rising                                            | Hawks               |              |
| 2020 | Goblin Slayer: Goblin's Crown                                              | Dwarf Shaman        |              |
| 2020 | Psycho-Pass 3: First Inspector                                             | Kei Mikhail Ignatov |              |

WEB ANIMATION
| Năm  | Phim                           | Vai diễn    |
| ---- | ------------------------------ | ----------- |
| 2015 | Mobile Suit Gundam Thunderbolt | Io Flemming |
| 2020 | Dragon's Dogma                 | Ethan       |

TOKUSATSU
| Năm  | Phim                                                                                            | Vai diễn                  | Ghi chú khác |
| ---- | ----------------------------------------------------------------------------------------------- | ------------------------- | ------------ |
| 2011 | Kaizoku Sentai Gokaiger                                                                         | Deratsueigar              | Eps 10-11    |
| 2012 | Tokumei Sentai Go-Busters                                                                       | Beet J. Stag/Stag Buster  | Eps 14-50    |
| 2012 | Tokumei Sentai Go-Buters the Movie: Protect the Tokyo Enetower!                                 | Beet J. Stag/Stag Buster  | Movie        |
| 2012 | Tokumei Sentai Go-Busters vs Beet Buster vs J.                                                  | Beet J. Stag              | Special      |
| 2013 | Tokumei Sentai Go-Busters vs. Kaizoku Sentai Gokaiger: The Movie                                | Beet J. Stag/Stag Buster  | Movie        |
| 2013 | Tokumei Sentai Go-Busters Returns vs. Dobutsu Sentai Gobusters                                  | Beet J. Stag/Stag Buster  | OV           |
| 2013 | Kamen Rider x Super Sentai x Space Sheriff: Super Hero Taisen Z                                 | Beet J. Stag              | Movie        |
| 2014 | Zyuden Sentai Kyoryuger vs. Go-Busters: The Great Dinosaur Battle! Farewell Out Eternal Friends | Beet J. Stag/ Stag Buster | Movie        |
| 2015 | Ultraman X                                                                                      | Ultraman X                |              |
| 2016 | Ultraman X The Movie                                                                            | Ultraman X                | Movie        |
| 2017 | Ultraman Orb The Movie                                                                          | Ultraman X                | Movie        |
| 2020 | Mashin Sentai Kiramager                                                                         | Galza                     |              |

## Drama CD
- Aitsu no Daihonmei – Takahiko Satō
- Amari Sensei no Karei na Seminar
- angelica monologue – Sakutarō Hagiwara
- Aitsu no Daihonmei – Takahiko Satou
- Barajou no Kiss – Kaede Higa
- Bokutachi to Chuuzai-san no 700-nichi Sensou – Saijō
- Cherry Boy Sakuen – Momiji Nakakita
- Corpse Party: Blood Covered – Yoshiki Kishinuma
- DeadLock – Yūto Lenix
- DeadHeat – Yūto Lenix
- DeadShot – Yūto Lenix
- Fate/Prototype Special Drama CD – Archer
- Fujoshi Rumi – Shunsuke Chiba
- Hitomi Wo Sumashite – Shigeto Honda
- Honto Yajuu – Tomoharu Ueda
- Kaichou wa Maid-sama – Kurotatsu
- Karneval – Jiki
- Ketsuekigata Danshi – Hibiki Akabane
- Kizuna IV – Harada
- Koi ni Inochi wo Kakeru no sa – Tōru Miwasa
- Kotoba Nante Iranai Series 1: Kotoba Nante Iranai – Keisuke Kazami
- Kotoba Nante Iranai Series 2: Iki mo Dekinai kurai – Keisuke Kazami
- Kuranoa – Shō Kitajima
- Kuro Bara Alice – Dimitri Lewandowski
- Kyuuso Ha Cheese no Yume Omiru – Kyōichi Ōtomi
- Love Neco – Yabuki Eiji
- Love Recipe ~Henna Essence~ – Seiji Igarashi
- Migawari Hakushaku no Bouken – Richard Radford
- MR.MORNING – Miguel Wiseman
- Koi ni Inochi wo Kakeru no sa – Tōru Misawa
- Punch Up! – Kōta Ōki
- Repeat After Me? – Nigel Rose
- Rossellini Ke no Musuko Ryakudatsusha – Eduard Rossellini
- Ruri no Kaze ni Hana wa Nagareru – Kōya
- Scarlet – Akio Kōzuki
- Sekai-ichi Hatsukoi – Hatori Yoshiyuki
- Sentimental Garden Lover – Taki
- Seven Days: Monday - Thursday – Tōji Seryō
- S.L.H - Stray Love Hearts! – Cain Kumoide
- Soujo no Koi wa Nido Haneru – Ōtomi Kyōichi
- Starry☆Sky – Kazuki Shiranui
- Strobe Edge – Ren Ichinose
- Suikoden – Flik
- Suikoden II – Flik
- Taiyou no Ie – Hiro Nakamura
- Tindharia no Tane – Fizz Valerian
- Voice Calendar Story of 365 days – GIN·RUMMY

## Video games
- 2nd Super Robot Wars Original Generation – Joshua Radcliff
- 2nd Super Robot Wars Z – Saotome Alto/Graham Aker
- Arc Rise Fantasia – L'Arc
- Arcana Famiglia – Luca
- Armen Noir – Crimson
- Avalon Code – Rex/Georg
- BlazBlue: Calamity Trigger – Hazama/Yuki Terumi
- BlazBlue: Continuum Shift – Hazama/Yuki Terumi
- BlazBlue: Chrono Phantasma – Hazama/Yuki Terumi
- Blazer Drive – Shiroh
- Bloody Call – Reimei
- Chaos Rings II – Darwin Allecker
- Corpse Party: Blood Covered – Yoshiki Kishinuma
- Corpse Party: Book of Shadows – Yoshiki Kishinuma
- Corpse Party 2U: Hysteric Birthday – Yoshiki Kishinuma
- Corpse Party: BloodDrive – Yoshiki Kishinuma
- Dear Girl ~Stories~ Hibiki – Hibiki Tokkun Daisakusen! – Ryō
- Daemon Bride – Asmodeus/Souya Tachibana
- Estpolis – Maxim
- Fate/stay night Réalta Nua: Take Off! Super Dimensional Trouble Hanafuda Epic Battle – Archer
- Final Fantasy XIII – Cid Raines
- Final Fantasy XIV – Male Hyuran vocal effects
- Final Fantasy XIV: A Realm Reborn[1] Thancred
- Final Fantasy Type-0 – Trey
- Final Fantasy Type-0 HD – Trey
- Fire Emblem If – Ryouma
- Galaxy Angel II: Eigo Kaiki no Koku – Hibiki
- Galaxy Angel II: Mugen Kairo no Kagi – Hibiki
- Galaxy Angel II: Zettai Ryouiki no Tobira – Hibiki
- Himehibi -New Princess Days- Zoku! Nigakki – Ken Koizumi
- Initial D Arcade Stage – Rin Hōjō
- Jingi naki Otome – Ryū Nayuta
- JoJo's Bizarre Adventure: All-Star Battle – Narciso Anasui
- Kimi to Naisho no... Kyo Kara Kareshi – Kō Sakisaka
- Lamento - Beyond the Void - – Ul
- Last Escort -Club Katze- – Rei
- Estpolis: The Lands Cursed by the Gods – Maxim
- Lux-Pain – Akira Mido
- Luminous Arc 3: Eyes – Dhino
- ~miyako~ – Seimei
- Mind Zero – Leo Asahina
- Renai Bancho – Tsundere Bancho
- Sengoku Basara 4 – Shima Sakon
- Shining Resonance – Lesti Sera Alma
- Shitsuji Tachino Ren'ai Jijou – Wolfgang Leinsdorf
- Starry☆Sky – Kazuki Shiranui
- Street Fighter IV – Fei Long
- Summon Night 3 – Phlaiz
- Super Robot Wars UX – Reiji Moritsugu, Alto Saotome, Graham Aker
- Tales of Symphonia – Additional Voices
- Togainu no Chi – Tomoyuki
- Tokimeki Memorial 4 – Tadashi Nanakawa
- Uta no Prince-Sama: Sweet Serenade – Tsukimiya Ringo
- Uta no Prince-Sama: Repeat – Tsukimiya Ringo
- Tomoyo After: It's a Wonderful Life CS Edition – Tomoya Okazaki
- Valkyrie Profile 2: Silmeria – Rufus
- Valkyria Chronicles III – Kurt Irving
- Konjiki no Gash Bell!! – Tsaoron
- Initial D Arcade Stage 6 AA – Rin Hōjō
- Arknights – Flamebringer[2]

## Dubbing

### Live-action
- Chris Evans
  - Captain America: The First Avenger – Steve Rogers/Captain America
  - The Avengers – Steve Rogers/Captain America
  - Captain America: The Winter Soldier – Steve Rogers/Captain America
  - Thor: The Dark World - Steve Rogers/Captain America
  - Avengers: Age of Ultron - Steve Rogers/Captain America
  - Ant-Man - Steve Rogers/Captain America
  - Captain America: Civil War - Steve Rogers/Captain America
  - Spider-man: Homecoming - Steve Rogers/Captain America
  - Avengers: Inifinity War - Steve Rogers/ Captain America
  - Avengers: Endgame - Steve Rogers/ Captain America
  - Knives Out (Hugh Ránomm Drysdale)
- Liam Hemsworth
  - The Last Song – Will
  - The Hunger Games – Gale Hawthorne
  - The Hunger Games: Catching Fire – Gale Hawthorne
  - The Hunger Games: Mockingjay - Part 1 - Gale Hawthorne
  - The Hunger Games: Mockingjay - Part 2 - Gale Hawthorne
- CSI: Miami – Season 14, Episode 4, Patrick
- Evil Dead – David Allen (Shiloh Fernandez)
- Nurse Jackie – Fitch Cooper (Peter Facinelli)
- The Three Musketeers – Duke of Buckingham (Orlando Bloom)
- The Age of Shadows - Kim Woo-jin (Gong Yoo)
- Aquaman - Orm Marius/Ocean Master (Patrick Wilson)
- Crouching Tiger, Hidden Sword: Sword of Destiny - Wei-Fand (Harry Shum, Jr.)
- Dark Places - Lyle Wirth (Nicholas Hoult)
- Deadpool 2 - Gaveedra-Seven/Shatterstar (Lewis Tan)
- Dolittle - Yoshi (John Cena)
- Game of Thrones - Euron Greyjoy (Pilou Asbæk)
- Gods of Egypt - Horus (Nikolaj Coster-Waldau)
- Hotel Rwanda - Gregoire (Tony Kgoroge)
- Jesse Stone: Death in Paradise - Hooker Royce (Matt Barr)
- Johnny English Strikes Again - Jason Volta (Jake Lacy)
- Kingsman: The Golden Circle - Tequila (Channing Tatum)
- Mad Max: Fury Road - Nux (Nicholas Hoult)
- Mars - Javier Delgado (Alberto Ammann)
- The Mummy - Sergeant Chris Vail (Jake Johnson)
- Murder on the Orient Express - Bouc (Tom Bateman)
- The Musketeers - Aramis (Santiago Cabrera)
- Nurse Jackie - Fitch Cooper (Peter Facinelli)
- Pacific Rim Uprising - Jake Pentecost (John Boyega)
- Purple Noon (2016 Star Channel edition) - Tom Ripley (Alain Delon)
- Running Wild with Bear Grylls - Channing Tatum
- Sonic the Hedgehog - Tom "Donut Lord" Wachowski (James Marsden)
- Timeless - Wyatt Logan (Matt Lanter)
- Tomb Raider - Lu Ren (Daniel Wu)
- Train to Busan - Seok-woo (Gong Yoo)
- Zombieland; Double Tab - Columbus (Jesse Eisenberg)

### Animation
- My Little Pony: Friendship Is Magic – Garble
- Transformers Adventure – Steeljaw
- The Queen's Corgi - Rex
- Spider-man: Into the Spider-Verse - Peter Parker/Spider-man
- Transformer: Adventure - Steeljaw
- Walking with Dinosaurs - Alex